# Communauté de communes du pays Vannier
La communauté de communes du Pays Vannier est une ancienne communauté de communes française, située dans les départements de la Haute-Marne et de la Haute-Saône et dans les régions Champagne-Ardenne et Franche-Comté, qui a existé de 1996 à 2012.

## Historique
- 22 décembre 1995 : arrêté préfectoral de création.
- 1er janvier 1996 : création ; l'EPCI regroupe alors sept communes (Belmont, Champsevraine, Fayl-Billot, Genevrières, Gilley, Rougeux et Savigny).
- 7 juillet 1997 : changement de nom.
- 10 juillet 1998 : adhésion de Grenant.
- 27 juillet 1999 : adhésion de Saulles.
- 5 juin 2000 : modification des statuts.
- 1er janvier 2001 : adhésion de Voncourt.
- 1er janvier 2002 : adhésion de La Quarte.
- 1er mai 2002 : adhésion de Tornay.
- 1er septembre 2002 : adhésion d'Ouge.
- 25 septembre 2002 : ajout de nouvelles compétences.
- 3 août 2006 : modification des statuts.

Dans le cadre de la mise en œuvre du schéma départemental de coopération intercommunale approuvé par le préfet de Haute-Saône le 23 décembre 2011, elle fusionne avec la Communauté de communes du canton de Laferté-sur-Amance et la Communauté de communes du pays d'Amance pour former la Communauté de communes Vannier Amance avec date d'effet le 1er janvier 2013.

## Composition
L'intercommunalité regroupait 14 communes du département de la Haute-Marne et 2 de la Haute-Saône :
| Nom                 | Code Insee | Gentilé        | Superficie (km2) | Population (dernière pop. légale) | Densité (hab./km2) |
| ------------------- | ---------- | -------------- | ---------------- | --------------------------------- | ------------------ |
| Fayl-Billot (siège) | 52197      | Fayl-Billotins | 42,90            | 1 356 (2014)                      | 32                 |
| Belmont             | 52043      | Belmontais     | 7,47             | 51 (2014)                         | 6,8                |
| Champsevraine       | 52083      |                | 40,77            | 754 (2014)                        | 18                 |
| Farincourt          | 52195      | Farincourtois  | 5,08             | 42 (2014)                         | 8,3                |
| Genevrières         | 52213      | Junipériens    | 12,95            | 137 (2014)                        | 11                 |
| Gilley              | 52223      | Gratte-Murgers | 10,58            | 71 (2014)                         | 6,7                |
| Grenant             | 52229      | Grenantais     | 12,94            | 150 (2014)                        | 12                 |
| Ouge                | 70400      | Ougeats        | 13,49            | 113 (2014)                        | 8,4                |
| La Quarte           | 70430      | Quartais       | 3,19             | 59 (2014)                         | 18                 |
| Poinson-lès-Fayl    | 52394      | Poinsonnais    | 12,43            | 228 (2014)                        | 18                 |
| Rougeux             | 52438      |                | 9,82             | 115 (2014)                        | 12                 |
| Saulles             | 52464      |                | 17,18            | 46 (2014)                         | 2,7                |
| Savigny             | 52467      |                | 6,19             | 64 (2014)                         | 10                 |
| Tornay              | 52493      |                | 7,30             | 33 (2014)                         | 4,5                |
| Valleroy            | 52503      |                | 3,43             | 24 (2014)                         | 7                  |
| Voncourt            | 52546      | Voncourtois    | 3,50             | 18 (2014)                         | 5,1                |

## Liste des présidents
| Période                                  | Période | Identité             | Étiquette | Qualité                                                                            |
| ---------------------------------------- | ------- | -------------------- | --------- | ---------------------------------------------------------------------------------- |
| Les données manquantes sont à compléter. |         |                      |           |                                                                                    |
| ?                                        | 2012    | Raymond Decourcelles |           | Maire de Genevrières (2001 → 2014) Président de la CC Vannier Amance (2013 → 2014) |